# Ursula Gläser
Ursula Gläser es una deportista de la RDA que compitió en piragüismo en la modalidad de eslalon. Ganó cinco medallas en el Campeonato Mundial de Piragüismo en Eslalon entre los años 1959 y 1965.

## Palmarés internacional
| Campeonato Mundial | Campeonato Mundial | Campeonato Mundial | Campeonato Mundial |
| Año                | Lugar              | Medalla            | Competición        |
| ------------------ | ------------------ | ------------------ | ------------------ |
| 1959               | Ginebra (Suiza)    | Medalla de oro     | F1 por equipos     |
| 1963               | Spittal (Austria)  | Medalla de oro     | F1 por equipos     |
| 1963               | Spittal (Austria)  | Medalla de plata   | F1 individual      |
| 1965               | Spittal (Austria)  | Medalla de oro     | K1 individual      |
| 1965               | Spittal (Austria)  | Medalla de oro     | K1 por equipos     |